# Fotballklubben Haugesund 2012
Questa voce raccoglie le informazioni riguardanti il Fotballklubben Haugesund nelle competizioni ufficiali della stagione 2012.

## Stagione
Lo Haugesund chiuse la stagione al 7º posto in classifica. L'avventura nella Coppa di Norvegia 2012 si concluse ai quarti di finale, quando fu eliminato dallo Hødd ai calci di rigore.
Il calciatore più utilizzato in stagione fu Per Morten Kristiansen, con 33 presenze (di cui 30 in campionato). Nikola Đurđić fu il miglior marcatore con 14 reti (12 in campionato), nonostante fosse stato ceduto a metà stagione.

## Maglie e sponsor
Lo sponsor tecnico per la stagione 2012 fu Umbro, mentre lo sponsor ufficiale fu Sparebanken Vest. La divisa casalinga era completamente bianca, con inserti blu. Quella da trasferta era invece blu, con inserti bianchi.
| Casa | Trasferta |

## Rosa
| N. |                         | Ruolo | Calciatore             |
| -- | ----------------------- | ----- | ---------------------- |
| 1  | Norvegia (bandiera)     | P     | Per Morten Kristiansen |
| 2  | Norvegia (bandiera)     | D     | Joakim Våge Nilsen     |
| 3  | Svezia (bandiera)       | D     | David Myrestam         |
| 3  | Francia (bandiera)      | D     | Derek Décamps          |
| 4  | Canada (bandiera)       | D     | Chris Poźniak          |
| 5  | Norvegia (bandiera)     | C     | Trygve Nygaard         |
| 6  | Norvegia (bandiera)     | C     | Håvard Storbæk         |
| 7  | Norvegia (bandiera)     | A     | Oddbjørn Skartun       |
| 8  | Norvegia (bandiera)     | C     | Michael Haukås         |
| 9  | Norvegia (bandiera)     | A     | Alexander Søderlund    |
| 10 | Sierra Leone (bandiera) | C     | Umaru Bangura          |
| 11 | Norvegia (bandiera)     | C     | Tor Arne Andreassen    |
| 12 | Norvegia (bandiera)     | P     | Lars Øvernes           |
| 13 | Norvegia (bandiera)     | C     | Eirik Mæland           |
| 14 | Islanda (bandiera)      | C     | Andrés Már Jóhannesson |
| 15 | Norvegia (bandiera)     | D     | Martin Bjørnbak        |
| 16 | Nigeria (bandiera)      | C     | Ugonna Anyora          |

| N. |                                 | Ruolo | Calciatore               |
| -- | ------------------------------- | ----- | ------------------------ |
| 17 | Norvegia (bandiera)             | C     | Geir Ludvig Fevang       |
| 18 | Norvegia (bandiera)             | D     | Vegard Skjerve           |
| 19 | Norvegia (bandiera)             | C     | Kristoffer Haraldseid    |
| 20 | Svezia (bandiera)               | C     | Maic Sema                |
| 21 | Svezia (bandiera)               | A     | Pontus Engblom           |
| 22 | Bosnia ed Erzegovina (bandiera) | C     | Amer Osmanagić           |
| 23 | Norvegia (bandiera)             | D     | Sverre Bjørkkjær         |
| 25 | Norvegia (bandiera)             | A     | Henrik Kjelsrud Johansen |
| 26 | Norvegia (bandiera)             | P     | Per Kristian Bråtveit    |
| 27 | Norvegia (bandiera)             | D     | Bjørn Inge Utvik         |
| 28 | Norvegia (bandiera)             | D     | Thorvald Dahle           |
| 29 | Norvegia (bandiera)             | C     | Fredrik Deilkås          |
| 30 | Norvegia (bandiera)             | D     | Morten Bådsvik           |
| 44 | Serbia (bandiera)               | A     | Nikola Đurđić            |
| –– | Norvegia (bandiera)             | C     | Tor Aasheim              |
| –– | Norvegia (bandiera)             | C     | Tom Undheim              |

## Calciomercato

### Sessione invernale(dal 01/01 al 31/03)
| Acquisti | Acquisti           | Acquisti       | Acquisti   |
| R.       | Nome               | da             | Modalità   |
| -------- | ------------------ | -------------- | ---------- |
| D        | Martin Bjørnbak    | Bodø/Glimt     | definitivo |
| C        | Geir Ludvig Fevang | Lokeren        | definitivo |
| C        | Michael Haukås     | Bodø/Glimt     | definitivo |
| C        | Oddbjørn Skartun   | Vard Haugesund | definitivo |
| C        | Håvard Storbæk     | svincolato     |            |
| A        | Maic Sema          | Hammarby       | definitivo |

| Cessioni | Cessioni              | Cessioni       | Cessioni   |
| R.       | Nome                  | a              | Modalità   |
| -------- | --------------------- | -------------- | ---------- |
| D        | Ole Kristian Kråkmo   |                | svincolato |
| D        | Are Tronseth          |                | svincolato |
| C        | Eirik Ulland Andersen | Vard Haugesund | prestito   |
| C        | Daniel Bamberg        |                | svincolato |

### Sessione estiva(dal 01/08 al 31/08)
| Acquisti | Acquisti                 | Acquisti      | Acquisti   |
| R.       | Nome                     | da            | Modalità   |
| -------- | ------------------------ | ------------- | ---------- |
| D        | David Myrestam           | GIF Sundsvall | definitivo |
| C        | Amer Osmanagić           | svincolato    |            |
| A        | Pontus Engblom           | AIK           | definitivo |
| A        | Henrik Kjelsrud Johansen | Raufoss       | definitivo |

| Cessioni | Cessioni              | Cessioni       | Cessioni   |
| R.       | Nome                  | a              | Modalità   |
| -------- | --------------------- | -------------- | ---------- |
| D        | Derek Décamps         |                | svincolato |
| C        | Eirik Ulland Andersen | Vard Haugesund | definitivo |
| C        | Chris Poźniak         | Bryne          | prestito   |
| A        | Nikola Đurđić         | Helsingborg    | prestito   |

## Risultati

### Eliteserien

#### Girone di andata
| Arbitro: | Staberg (Harstad) |

|                       |           |                   |
| Nielsen 84’ Pusic 90’ | Marcatori | 38’ (rig.) Đurđić |

| Arbitro: | Hansen (Feda) |

|                    |           |  |
| Søderlund 15’, 54’ | Marcatori |  |

| Arbitro: | Berntsen (Vang) |

|                                           |           |                                |
| Diomande 33’ Kamara 57’ (rig.) Kovács 84’ | Marcatori | 18’, 43’ Đurđić 85’ Andreassen |

| Arbitro: | Helgerud (Lier) |

|          |           |               |
| Mane 10’ | Marcatori | 73’ Søderlund |

| Arbitro: | Johnsen (Tønsberg) |

|                          |           |         |
| Søderlund 24’ Đurđić 83’ | Marcatori | 41’ Ojo |

| Arbitro: | Staberg (Harstad) |

|  |           |                         |
|  | Marcatori | 4’ Søderlund 80’ Fevang |

| Arbitro: | Sælen (Bergen) |

|          |           |                 |
| Sema 57’ | Marcatori | 35’ Sigurðarson |

| Fredrikstad 13 maggio 2012, ore 18:00 8ª giornata | Fredrikstad    | 0 – 0 referto | Haugesund | Fredrikstad Stadion (6.045 spett.)\| Arbitro: \| Døvle (Larvik) \| |
| Arbitro:                                          | Døvle (Larvik) |               |           |                                                                    |

| Arbitro: | Johansen (Brevik) |

|                                        |           |                           |
| Đurđić 27’ (rig.), 29’, 45’ Haukås 51’ | Marcatori | 56’ Stewart 61’ Arnefjord |

| Arbitro: | Hansen (Feda) |

|  |           |                    |
|  | Marcatori | 37’, 65’ Søderlund |

| Arbitro: | Sandmoen (Kjelsås) |

|          |           |               |
| Sema 51’ | Marcatori | 90’ Ri. Riski |

| Arbitro: | Døvle (Larvik) |

|  |           |                          |
|  | Marcatori | 32’ Søderlund 68’ Đurđić |

| Arbitro: | Skjerven (Kaupanger) |

|            |           |            |
| Đurđić 51’ | Marcatori | 59’ Norbye |

| Arbitro: | Døvle (Larvik) |

|                      |           |             |
| Güven 31’ Børven 50’ | Marcatori | 79’ Décamps |

| Arbitro: | Staberg (Harstad) |

|  |           |            |
|  | Marcatori | 49’ Dočkal |

#### Girone di ritorno
| Haugesund 20 luglio 2012, ore 19:00 16ª giornata | Haugesund      | 0 – 0 referto | Sogndal | Haugesund Stadion (4.554 spett.)\| Arbitro: \| Døvle (Larvik) \| |
| Arbitro:                                         | Døvle (Larvik) |               |         |                                                                  |

| Arbitro: | Johansen (Brevik) |

|                                    |           |                       |
| Groven 38’ Sigurðsson 67’ Mora 73’ | Marcatori | 45’ Fevang 50’ Đurđić |

| Arbitro: | Helgerud (Lier) |

|                                                    |           |                      |
| Osmanagić 21’ Mæland 50’ Søderlund 90’ Engblom 90’ | Marcatori | 58’ Fellah 72’ Pusic |

| Arbitro: | Staberg (Harstad) |

|                               |           |                 |
| Askar 38’, 61’ Nordkvelle 59’ | Marcatori | 67’, 77’ Đurđić |

| Arbitro: | Edvartsen (Hamar) |

|                                                 |           |              |
| Søderlund 1’ Fevang 3’ Myrestam 23’ Storbæk 50’ | Marcatori | 45’ Haugsdal |

| Arbitro: | Hansen (Feda) |

|  |           |                |
|  | Marcatori | 85’ Gunnarsson |

| Arbitro: | Sandmoen (Kjelsås) |

|            |           |  |
| Berget 13’ | Marcatori |  |

| Arbitro: | Kjensli (Oslo) |

|                                                |           |                              |
| Storbæk 19’ Kjelsrud Johansen 77’ Myrestam 85’ | Marcatori | 16’ Gytkjær 38’ Þorsteinsson |

| Arbitro: | Johansen (Brevik) |

|                                                                     |           |                 |
| Søderlund 47’ (aut.) Dočkal 55’ Prica 68’ Chibuike 82’ Diskerud 88’ | Marcatori | 17’, 73’ Fevang |

| Arbitro: | Helgerud (Lier) |

|            |           |  |
| Fevang 90’ | Marcatori |  |

| Arbitro: | Johansen (Brevik) |

|                       |           |  |
| Prijović 58’ Årst 74’ | Marcatori |  |

| Arbitro: | Johnsen (Tønsberg) |

|                        |           |                             |
| Engblom 44’ Haukås 76’ | Marcatori | 49’, 90’ Kovács 54’ Storbæk |

| Arbitro: | Døvle (Larvik) |

|                         |           |                       |
| Barrantes 11’ James 33’ | Marcatori | 78’ Haukås 86’ Fevang |

| Arbitro: | Johansen (Brevik) |

|                |           |  |
| Andreassen 86’ | Marcatori |  |

| Lillestrøm 18 novembre 2012, ore 18:00 30ª giornata | Lillestrøm     | 0 – 0 referto | Haugesund | Åråsen Stadion (4.886 spett.)\| Arbitro: \| Kjensli (Oslo) \| |
| Arbitro:                                            | Kjensli (Oslo) |               |           |                                                               |

### Coppa di Norvegia
| Avaldsnes 1º maggio 2012, ore 18:00 Primo turno                                                                   | Avaldsnes | 1 – 7 referto                                                           | Haugesund | Avaldsnes 1 |
| \| \| \| \| \| Bøe 14’ \| Marcatori \| 7’, 38’ Fevang 35’, 46’ Jóhannesson 39’ Storbæk 59’ Bjørnbak 90’ Anyora \| |           |                                                                         |           |             |
| |           |                                                                         |           |             |
| Bøe 14’ | Marcatori | 7’, 38’ Fevang 35’, 46’ Jóhannesson 39’ Storbæk 59’ Bjørnbak 90’ Anyora |           |             |

| Arbitro: | Tennøy |

|              |           |                                                             |
| Dalehaug 60’ | Marcatori | 5’ Skartun 40’ Fevang 54’ (rig.) Đurđić 70’ Sema 89’ Nilsen |

| Arbitro: | Gya |

|                                                                             |           |                          |
| Haukås 2’ Søderlund 3’, 10’ Sema 22’ Đurđić 31’, 37’ Storbæk 49’ Anyora 62’ | Marcatori | 66’ Perttamo 86’ Haaland |

| Arbitro: | Johnsen (Tønsberg) |

|  |           |                      |
|  | Marcatori | 55’ Sema 90’ Skartun |

| Arbitro: | Johnsen (Tønsberg) |

|                                                      |                      |                                                    |
| Đurđić 45’ (rig.), 62’                               | Marcatori            | 32’, 49’ Helland                                   |
| Kristiansen Haukås Søderlund Đurđić Storbæk Bjørnbak | Tiri di rigore 4 – 5 | Latifu Heltne Nilsen Helland Sandal Karlsen Nyland |

## Statistiche

### Statistiche di squadra
| Competizione      | Punti | In casa | In casa | In casa | In casa | In casa | In casa | In trasferta | In trasferta | In trasferta | In trasferta | In trasferta | In trasferta | Totale | Totale | Totale | Totale | Totale | Totale | DR  |
| Competizione      | Punti | G       | V       | N       | P       | Gf      | Gs      | G            | V            | N            | P            | Gf           | Gs           | G      | V      | N      | P      | Gf     | Gs     | DR  |
| ----------------- | ----- | ------- | ------- | ------- | ------- | ------- | ------- | ------------ | ------------ | ------------ | ------------ | ------------ | ------------ | ------ | ------ | ------ | ------ | ------ | ------ | --- |
| Eliteserien       | 42    | 15      | 8       | 4       | 3       | 26      | 16      | 15           | 3            | 5            | 7            | 20           | 24           | 30     | 11     | 9      | 10     | 46     | 40     | +6  |
| Coppa di Norvegia | -     | 2       | 1       | 1       | 0       | 10      | 4       | 3            | 3            | 0            | 0            | 14           | 2            | 5      | 4      | 1      | 0      | 24     | 6      | +18 |
| Totale            | -     | 17      | 9       | 5       | 3       | 36      | 20      | 18           | 6            | 5            | 7            | 34           | 26           | 35     | 15     | 10     | 10     | 70     | 46     | +24 |

### Statistiche dei giocatori
| Giocatore      | Eliteserien | Eliteserien | Eliteserien | Eliteserien | Coppa di Norvegia | Coppa di Norvegia | Coppa di Norvegia | Coppa di Norvegia | Totale   | Totale | Totale      | Totale     |
| Giocatore      | Presenze    | Reti        | Ammonizioni | Espulsioni  | Presenze          | Reti              | Ammonizioni       | Espulsioni        | Presenze | Reti   | Ammonizioni | Espulsioni |
| -------------- | ----------- | ----------- | ----------- | ----------- | ----------------- | ----------------- | ----------------- | ----------------- | -------- | ------ | ----------- | ---------- |
| T. Aasheim     | 0           | 0           | 0           | 0           | 2                 | 0                 | 1                 | 0                 | 2        | 0      | 1           | 0          |
| T. Andreassen  | 14          | 2           | 1           | 0           | 1                 | 0                 | 0                 | 0                 | 15       | 2      | 1           | 0          |
| U. Anyora      | 22          | 0           | 2           | 0           | 3                 | 2                 | 1                 | 0                 | 25       | 2      | 3           | 0          |
| U. Bangura     | 29          | 0           | 4           | 0           | 1                 | 0                 | 0                 | 0                 | 30       | 0      | 4           | 0          |
| S. Bjørkkjær   | 0           | 0           | 0           | 0           | 0                 | 0                 | 0                 | 0                 | 0        | 0      | 0           | 0          |
| M. Bjørnbak    | 17          | 0           | 2           | 1           | 5                 | 1                 | 0                 | 0                 | 22       | 1      | 2           | 1          |
| M. Bådsvik     | 0           | 0           | 0           | 0           | 1                 | 0                 | 0                 | 0                 | 1        | 0      | 0           | 0          |
| P. Bråtveit    | 0           | -0          | 0           | 0           | 0                 | -0                | 0                 | 0                 | 0        | -0     | 0           | 0          |
| T. Dahle       | 0           | 0           | 0           | 0           | 0                 | 0                 | 0                 | 0                 | 0        | 0      | 0           | 0          |
| F. Deilkås     | 0           | 0           | 0           | 0           | 1                 | 0                 | 0                 | 0                 | 1        | 0      | 0           | 0          |
| N. Đurđić      | 18          | 12          | 4           | 0           | 4                 | 5                 | 1                 | 0                 | 22       | 17     | 5           | 0          |
| P. Engblom     | 12          | 2           | 1           | 0           | 1                 | 0                 | 0                 | 0                 | 13       | 2      | 1           | 0          |
| G. Fevang      | 24          | 7           | 3           | 0           | 4                 | 3                 | 0                 | 0                 | 28       | 10     | 3           | 0          |
| K. Haraldseid  | 8           | 0           | 0           | 0           | 3                 | 0                 | 0                 | 0                 | 11       | 0      | 0           | 0          |
| M. Haukås      | 22          | 3           | 1           | 0           | 3                 | 1                 | 0                 | 0                 | 25       | 4      | 1           | 0          |
| A. Jóhannesson | 10          | 0           | 0           | 0           | 4                 | 2                 | 1                 | 0                 | 14       | 2      | 1           | 0          |
| H. Johansen    | 9           | 1           | 0           | 0           | 0                 | 0                 | 0                 | 0                 | 9        | 1      | 0           | 0          |
| P. Kristiansen | 30          | 0           | 0           | 0           | 3                 | 0                 | 0                 | 0                 | 33       | 0      | 0           | 0          |
| E. Mæland      | 15          | 1           | 0           | 0           | 2                 | 0                 | 1                 | 0                 | 17       | 1      | 1           | 0          |
| D. Myrestam    | 9           | 2           | 1           | 0           | 1                 | 0                 | 0                 | 0                 | 10       | 2      | 1           | 0          |
| J. Nilsen      | 20          | 0           | 2           | 0           | 3                 | 1                 | 0                 | 0                 | 23       | 1      | 2           | 0          |
| T. Nygaard     | 20          | 0           | 2           | 0           | 1                 | 0                 | 1                 | 0                 | 21       | 0      | 3           | 0          |
| A. Osmanagić   | 2           | 1           | 0           | 0           | 1                 | 0                 | 1                 | 0                 | 3        | 1      | 1           | 0          |
| L. Øvernes     | 0           | 0           | 0           | 0           | 2                 | 0                 | 0                 | 0                 | 2        | 0      | 0           | 0          |
| C. Poźniak     | 1           | 0           | 0           | 0           | 1                 | 0                 | 0                 | 0                 | 2        | 0      | 0           | 0          |
| M. Sema        | 23          | 2           | 0           | 0           | 5                 | 3                 | 0                 | 0                 | 28       | 5      | 0           | 0          |
| O. Skartun     | 9           | 0           | 0           | 0           | 4                 | 2                 | 0                 | 0                 | 13       | 2      | 0           | 0          |
| V. Skjerve     | 27          | 0           | 5           | 0           | 3                 | 0                 | 0                 | 0                 | 30       | 0      | 5           | 0          |
| A. Søderlund   | 29          | 10          | 4           | 0           | 3                 | 2                 | 0                 | 0                 | 32       | 12     | 4           | 0          |
| H. Storbæk     | 22          | 2           | 1           | 0           | 5                 | 2                 | 0                 | 0                 | 27       | 4      | 1           | 0          |
| T. Undheim     | 0           | 0           | 0           | 0           | 1                 | 0                 | 0                 | 0                 | 1        | 0      | 0           | 0          |
| B. Utvik       | 0           | 0           | 0           | 0           | 1                 | 0                 | 0                 | 0                 | 1        | 0      | 0           | 0          |